# الهام مدرسی
الهام مدرسی (زادهٔ ۱۳۶۹)، نقاش و زندانی سیاسی اهل ایران است. وی از معترضان در خیزش «زن، زندگی، آزادی» است که در خانه‌اش توسط مأموران جمهوری اسلامی بازداشت شد. الهام مدرسی در ترکیه و در شرایط بحرانیِ بیماری به‌سر می‌برد.

## بازداشت
الهام مدرسی در تاریخ ۱۱ آبان ۱۴۰۱ با یورش مأموران امنیتی جمهوری اسلامی به خانه‌اش بازداشت شد و به زندان کچویی کرج منتقل شد. همچنین گفته می‌شود که الهام مدرسی زیر شکنجه روحی برای اخذ اعتراف اجباری قرار داشته است.

### اعتصاب غذا
الهام مدرسی، در تاریخ ۱۰ دی‌ماه ۱۴۰۱ هجری خورشیدی در اعتراض به شرایط خود، دست به اعتصاب غذا زده است و در شرایط جسمانی مناسبی قرار ندارد و ممکن است کبد خود را از دست بدهد.

### تهدید شدن به مرگ توسط بازجو
به‌گفتهٔ خواهر الهام مدرسی، الهام توسط بازجو تهدید به مرگ شده است.

## قبول کفالت سیاسی
ناتالی گوله عضو سنای فرانسه، در تاریخ ۲۸ آذر ۱۴۰۱ کفالت سیاسی الهام مدرسی را برعهده گرفت. ⁠ همچنین دریک توئیت به نقل از خواهر الهام مدرسی خبر داده است که بازجویش که با نام مظاهری از او یاد شده حتی قوانین اسلامی را رعایت نمی‌کند و به الهام اجازه دفاعیه کتبی نداده است و او را تهدید می‌کند. همچنین او در توئیت خود اذعان داشته که اتهامات واهی را نمی‌پذیرد.
کارولین لوکاس نماینده حزب سبز در مجلس بریتانیا، کفالت سیاسی او و محمد قبادلو را بر عهده گرفته است.

## وضعیتِ وخیمِ سلامتی
وی که با وجودِ بیماریِ کبدی در زندان به‌سر می‌بُرد، سرانجام با قرار وثیقهٔ پنج میلیارد تومانی از زندان آزاد گردید و به دلیل فشارها و تهدیدهای امنیتی، ایران را ترک کرد و در حال حاضر در ترکیه زندگی می‌کند.
او در، نیازِ فوری به پیوند کبد داشت و در شرایطِ حادِ بیماری به‌سر می‌برد.